# Jordi de Hessen-Darmstadt
Georg von Hessen-Darmstadt (Darmstadt, Hessen, 25 d'abril de 1669 - Barcelona, 13 de setembre de 1705), conegut en català per Jordi de Darmstadt o Príncep Jordi, fou un militar alemany que assolí fama en diverses guerres europees del segle xvii i durant la Guerra de Successió Espanyola. Va comandar la conquesta britànica de Gibraltar esdevenint el segon governador de Gibraltar (1704-1705).

## Antecedents familiars
El Príncep Jordi era el segon fill del landgravi Lluís VI de Hessen-Darmstadt i la seva esposa Elisabet Dorotea de Saxònia-Coburg, filla del duc Ernest I de Saxònia-Gotha. El seu pare va morir quan Jordi comptava tan sols nou anys i als disset anys, la seva mare el feu emprendre un Grand Tour (viatge cultural per Europa que feien els joves aristocràtics sobretot per Itàlia, però també per França o Suïssa). Era cosí de Maria Sofia del Palatinat-Neuburg, segona esposa del rei Pere II de Portugal.

## Carrera militar
Quan va tornar del viatge, el jove príncep del Landgraviat de Hessen-Darmstadt va emprendre la carrera militar. El 1687 participà en el seu primer combat a la batalla de Mohacs (actual Hongria) contra l'Imperi Otomà. Posteriorment s'allistà a les tropes de Guillem III d'Anglaterra que anaren a lluitar a Irlanda. Convertit al catolicisme després de l'experiència irlandesa, fou ascendit a Generalfeldwachtmeister (General Major de l'Èxèrcit Alemany) amb només vint-i-quatre anys.
Dirigí diversos destacaments a Alemanya durant la guerra dels Nou Anys fins que l'emperador alemany Leopold I el va destinar al capdavant de 2.000 homes a Catalunya, on forces franceses havien ocupat part del territori. Es dirigí a Barcelona (1695) on organitzà eficaçment les forces catalanes. Durant aquest període tingué sota les seves ordres els futurs dirigents dels Vigatans: Josep Moragues, Bac de Roda, Jaume Puig de Perafita i Ramon Sala, entre d'altres.
Al setge de Barcelona de les tropes franceses del duc de Vendôme (1697), el Príncep Jordi donà suport a la decisió dels estaments, els consellers i els diputats de Catalunya, de resistir. Però el virrei de Catalunya Diego Hurtado de Mendoza, comte de Corzana, seguint les ordres del Ministeri castellà de Madrid, rendí la ciutat i l'entregà als francesos (10 d'agost).
Recuperada Barcelona per la pau de Rijswijk, i davant la pressió popular, el rei Carles II d'Espanya el nomenà lloctinent de Catalunya (1698) i l'investí de la Grandesa d'Espanya i de l'Orde del Toisó d'Or.

## La Guerra de Successió Espanyola
El 1700 fou coronat rei d'Aragó el francès Felip de Borbó, que no simpatitzava amb els austriacistes que havien recolzat la candidatura de l'Arxiduc Carles. La tensió anà pujant fins que el rei va destituir el Príncep Jordi el 1701.
Aleshores, l'alemany es convertí en el principal dirigent conspirador contra l'absolutisme borbònic a Catalunya. Organitzà els Vigatans i preparà un alçament contra Felip IV d'Aragó i V de Castella. L'arxiduc Carles el nomenà a Lisboa Vicari General de la Corona d'Aragó. A Lisboa va entrevistar-se amb Pere II de Portugal per iniciar les negociacions sobre l'ahdesió de Portugal a la causa de la Gran Aliança amb Anglaterra i els Països Baixos El maig de 1704, Jordi de Darmstadt intentà d'apoderar-se de Barcelona, però la conspiració fou descoberta pel virrei Velasco, que va mobilitzar la nova milícia gremial i al Conseller en Cap li va atorgar el nou de Rang de "Coronel", i l'estar sota el seu comandament seva milícia gremial, la milícia s'anomenà Coronela de Barcelona.
Al juliol de 1704 va dirigir, juntament amb Sir George Rooke, l'atac britanico-neerlandès a Gibraltar que donà el Penyal al Regne d'Anglaterra. Pocs dies després, el 4 d'agost, el Príncep Jordi era nomenat Governador de Gibraltar, càrrec amb el qual va dirigir la defensa de la plaça forta contra els repetits intents franco-espanyols de prendre el Penyal.
Amb Gibraltar assegurat per a la causa austriacista, embarcà novament el 1705 en l'estol aliat comandat per l'anglès Lord Peterborough, disposat a alliberar finalment Catalunya del jou francès d'acord amb el Pacte de Gènova. Desembarcades les tropes a la desembocadura del Besòs, forçà Lord Peterborough a atacar el castell de Montjuïc (13 de setembre de 1705), car l'anglès volia abandonar Catalunya.
El Príncep Jordi fou ferit greument per una bala i morí en la batalla, però finalment el virrei Velasco va rendir la ciutat de Barcelona el 9 d'octubre. Pocs dies després, el 22 d'octubre, entrava a Catalunya l'Arxiduc Carles que fou reconegut com a Carles III d'Aragó i Comte de Barcelona.

## Memòria
El Príncep Jordi fou enterrat multitudinàriament al Convent dels Josepets de Gràcia (Barcelonès), però el seu cor fou enviat el 1711 a la seva ciutat natal de Darmstadt, a l'Estat de Hessen. Arreu de Catalunya, el Príncep Jordi va aconseguir fama com a defensor del país. A Barcelona hi ha un carrer que duu el seu nom: Carrer del Príncep Jordi.
Fora dels territoris de parla catalana, Jordi de Darmstadt és força menystingut; els britànics el tenen com un personatge secundari en la conquesta de Gibraltar.